# Magdalena Tekiel
Magdalena Tekiel (ur. 25 sierpnia 1987 w Warszawie) – polska siatkarka, przyjmująca. 

## Kluby
| Klub                           | Kraj              | Lata gry  |
| ------------------------------ | ----------------- | --------- |
| AZS LSW Warszawa               | Polska            | 2017–2018 |
| przerwa w graniu               | Polska            | 2016–2017 |
| kontuzjowana                   | Polska            | 2015–2016 |
| Sparta Warszawa                | Polska            | 2014–2015 |
| kontuzjowana                   | Polska            | 2013–2014 |
| LSW Warszawa                   | Polska            | 2012–2013 |
| MasterGroup Matera             | Włochy            | 2011–2012 |
| American University Washington | Stany Zjednoczone | 2008–2011 |
| Hagerstown Community College   | Stany Zjednoczone | 2007–2008 |
| LTS Legionovia Legionowo       | Polska            | 2005–2007 |
| UMKS MOS Wola Warszawa         | Polska            | 1999–2006 |

## Sukcesy, wyróżnienia
- 2025 - MVP na Orlen Mistrzostwach Polski Masters w Piłce Siatkowej, Drzonków
- 2012/2013 – MVP na I Memoriale Krzysztofa Kowalczyka, Warszawa
- 2012/2013 – MVP na Mistrzostwach Polski AZS, Kraków
- 2010/2011 – Player of the Year Patriot League
- 2010/2011 – AVCA All-Northeast Region Honorable Mention
- 2010/2011 – wybrana do pierwszego zespołu All-Patriot League Honors
- 2010/2011 – MVP w turnieju William&Marry
- 2010/2011 – MVP w DC Challenge Tournament
- 2010/2011 – pięć tytułów Player of the Week
- 2009/2010 – wybrana do pierwszego zespołu All-Patriot League Honors
- 2009/2010 – trzy tytuły Player of the Week
- 2007/2008 – 7. miejsce w NJCAA Championships
- 2006/2007 – 6. miejsce w Mistrzostwach Polski juniorek
- 2005/2006 – 6. miejsce w Mistrzostwach Polski juniorek